# Ato da Uniformidade de 1559
O Ato de Uniformidade de 1559, que também pode ser referido como Ato de Uniformidade de 1558, foi uma lei aprovada no início do reinado de Elizabeth I da Inglaterra, que estabeleceu o protestantismo anglicano como religião oficial do território, reafirmando o compromisso religioso da monarca. A medida restaurava o Livro de Oração Comum de 1552, cujo uso se tornava obrigatório nos cultos da Igreja da Inglaterra. Além disso, determinava-se que todos os cidadãos deveriam comparecer aos serviços religiosos semanais, sob pena de multa.
O Ato foi fundamental para a tentativa de consolidação de uma identidade religiosa unificada na Inglaterra, em um contexto de intensos conflitos confessionais na Europa, impulsionados pela Reforma Protestante. Buscava-se, com isso, garantir a estabilidade interna ao alinhar o país sob uma única prática religiosa reconhecida pelo Estado.
Com a ascensão de Elizabeth, esse foi o terceiro Ato de Uniformidade aprovado, autorizando o uso do Livro de Orações semelhante à versão de 1552. Contudo, a preferência pessoal da rainha recaía sobre a edição de 1549, considerada mais moderada. Ainda assim, foi compelida a adotar a versão de 1552, mais radical, devido à necessidade de apoio político e da aprovação do Parlamento — o que reforça o caráter pragmático e moderador de sua política religiosa, mesmo diante da adoção da uniformidade.
Inicialmente, o Ato de Uniformidade foi proposto juntamente Ato de Supremacia, compondo um único projeto da monarca. No entanto, o conflito religioso com parlamentaristas católicos ocasionou essa separação em duas leis menores, e a aprovação de ambas encontrou consideráveis obstáculos.
Devota do protestantismo, Elizabeth não impusera uma política de tolerância religiosa, sobretudo se esta for interpretada no sentido de possibilidade da população poder escolher sua religião e exercê-la livremente. Apesar disso, o Ato de Uniformidade permitiu com que ela firmasse um acordo moderado diante do cenário religioso fervoroso e em disputa. Ainda assim, tanto católicos quanto protestantes mais radicais mostraram-se insatisfeitos com os termos estabelecidos.

## Contexto e Conteúdo
A partir da promulgação do Ato, Elizabeth I procurou estabelecer um meio-termo religioso que atendesse a seus súditos, contrapondo-se às posturas radicais dos monarcas anteriores — tanto as protestantes, como as de Eduardo VI, quanto as católicas, representadas por sua meia-irmã Maria Tudor. Seu objetivo era alcançar uma estabilidade religiosa duradoura, após anos de instabilidade durante os reinados de Henrique VIII, Eduardo VI e Maria I, nos quais a Inglaterra oscilava entre o Catolicismo e o Protestantismo. O Ato de Uniformidade representava, originalmente, metade de um projeto legislativo idealizado por Elizabeth, pensado em conjunto com o Ato de Supremacia.
Este ato integrou o chamado Assentamento Religioso Elizabetano, uma conjunto de medidas legislativas relacionadas às práticas religiosas, implementadas entre 1558 e 1563 por Elizabeth I, visando uma estabilização religiosa na Inglaterra. Além do Ato de Uniformidade, destacam-se o Ato da Supremacia de 1559 e os chamados Trinta e Nove artigos, que juntos integraram a base doutrinária e institucional da Igreja Anglicana. Embora tenha-se decretado o protestantismo como religião oficial do Estado inglês, o Ato permitia a presença de súditos católicos e calvinistas ao manter algumas cerimônias católicas tradicionais na Igreja Protestante, ratificando o compromisso de busca pela estabilidade por parte da rainha. Essa relativa tolerância, no entanto, foi reduzida após a excomunhão de Elizabeth I pelo Papa Pio V, em 1569/1570, o que alterou significativamente sua política frente ao Catolicismo.
Para estudiosos como Shawna Resnick, o Ato de Uniformidade não foi apenas uma tentativa de conter os conflitos religiosos, mas também uma estratégia para mitigar tensões de gênero em torno da ascensão de uma mulher ao trono inglês. Segundo a autora, embora a questão religiosa fosse predominante no contexto da coroação de Elizabeth, havia também conflitos subjacentes relacionados ao papel da mulher no poder. Essa interpretação reforça a complexidade e o alcance simbólico do Ato, que continua a ser discutido por historiadores e historiadoras. 
De acordo com o historiador Quentin Skinner, é indispensável compreender o entrelaçamento entre política e religião no século XVI, já que as decisões religiosas frequentemente refletiam disputas de poder temporal e ideológico. Assim, o Ato de Uniformidade deve ser entendido como parte de um esforço para consolidar a autoridade de Elizabeth I tanto no plano eclesiástico quanto político, ao proclamá-la chefe suprema da Igreja Anglicana. Nesse sentido, o anglicanismo consolidado durante seu governo não representou mudanças teológicas profundas, mas antes um instrumento de afirmação do poder monárquico sobre a estrutura religiosa do reino. Como apontam estudos na história das ideias, compreender esse processo é essencial, sobretudo considerando que o anglicanismo permanece, até hoje, como a religião oficial da Inglaterra.
Segundo Shawna, no entanto, ainda existem relutâncias historiográficas acerca de até que ponto Elizabeth aderiu de fato ao protestantismo, se o Ato de Uniformidade era um documento rígido ou permitia moderações e, até mesmo, quão satisfeita a monarca ficou com o documento, quando ele fora aprovado no Parlamento, em 1559. Essas incertezas refletem que este ainda é um tema sucessor de debates e trabalhos, dada sua importância e seu impacto, sobretudo na medida em que permite visualizar o governo de Elizabeth I.
1. 1 2  «Elizabeth's Act of Uniformity (1559)». history.hanover.edu. Consultado em 4 de junho de 2025
2. 1 2 3 4 5 6 7  Resnick, Shawna (1 de janeiro de 2017). «Elizabeth I and the 1559 Act of Uniformity: A Study of the Impact of Gender Roles and Religious Conflict». Department of Conflict Resolution Studies Theses and Dissertations. Consultado em 4 de junho de 2025
3. ↑  «Act of Uniformity 1559». UK Parliament. Consultado em 7 de julho de 2025
4. ↑  BOWERS, Roger (2000). «The Chapel Royal, the First Edwardian Prayer Book, and Elizabeth's Settlement of Religion, 1559». Cambridge University Press. The Historic Journal. 43 (2): 317-344
5. ↑  OLLES, Lucas; QUARANTA, Ettore. «Regnans in Excelsis - Bula de excomunhão de Elizabeth I - 1569». Revista de História da Arte
6. ↑  SKINNER, Quentin (1996). As fundações do pensamento político moderno. São Paulo: Companhia das Letras
7. ↑  MULZA, Giovana Eloá Mantovani (Dezembro de 2018). «Pontificado e Elizabeth I: disputa estatal-ideológica no quinhentos». Revista hydra. 3 (5): 319